# Sylvie Boucher (femme politique)
Pour les articles homonymes, voir Sylvie Boucher et Boucher.
Sylvie Boucher, née le 18 décembre 1962 à Victoriaville (Québec, Canada), est une adjointe politique, administratrice et femme politique québécoise. Elle a été députée conservatrice de la circonscription de Beauport—Côte-de-Beaupré—Île d'Orléans—Charlevoix d'octobre 2015 à octobre 2019, et elle a été précédemment députée de Beauport—Limoilou de 2006 à 2011.
Durant son dernier mandat, elle a été porte-parole de l'opposition officielle pour la Francophonie.

## Biographie
Sylvie Boucher a étudié en gérontologie, en technologie de l'information et en littérature. Avant la politique, elle travaille dans le secteur privé et se spécialise en marketing et ventes.
Elle a deux filles : Mélynda et Marie-Catherine.

### Carrière politique
Sylvie Boucher a fait ses premières armes en politique en travaillant lors de la course à la chefferie du Parti progressiste-conservateur du Canada de 1993. Elle a ensuite travaillé à l'Assemblée nationale du Québec à plusieurs postes, notamment celui d'adjointe au chef de cabinet de la ministre libérale Françoise Gauthier et au Service de presse.

#### Élections de 2006
Aux élections de 2006, en tant que candidate du Parti conservateur du Canada dans Beauport—Limoilou, elle remporte l'élection par 812 votes sur le candidat du Bloc québécois,,. Le 7 février 2006, elle est nommée secrétaire parlementaire du premier ministre Stephen Harper,.

#### Élections de 2015
Lors des élections de 2015, Sylvie Boucher fait un retour comme candidate du Parti conservateur dans la circonscription de Beauport—Côte-de-Beaupré—Île d'Orléans—Charlevoix. Elle remporte la victoire avec 33,5 % des voix.

#### Élections de 2019
Sylvie Boucher tente de se faire réélire aux élections de 2019, mais échoue face à la candidate du Bloc québécois Caroline Desbiens.